# Trofeo Pichichi

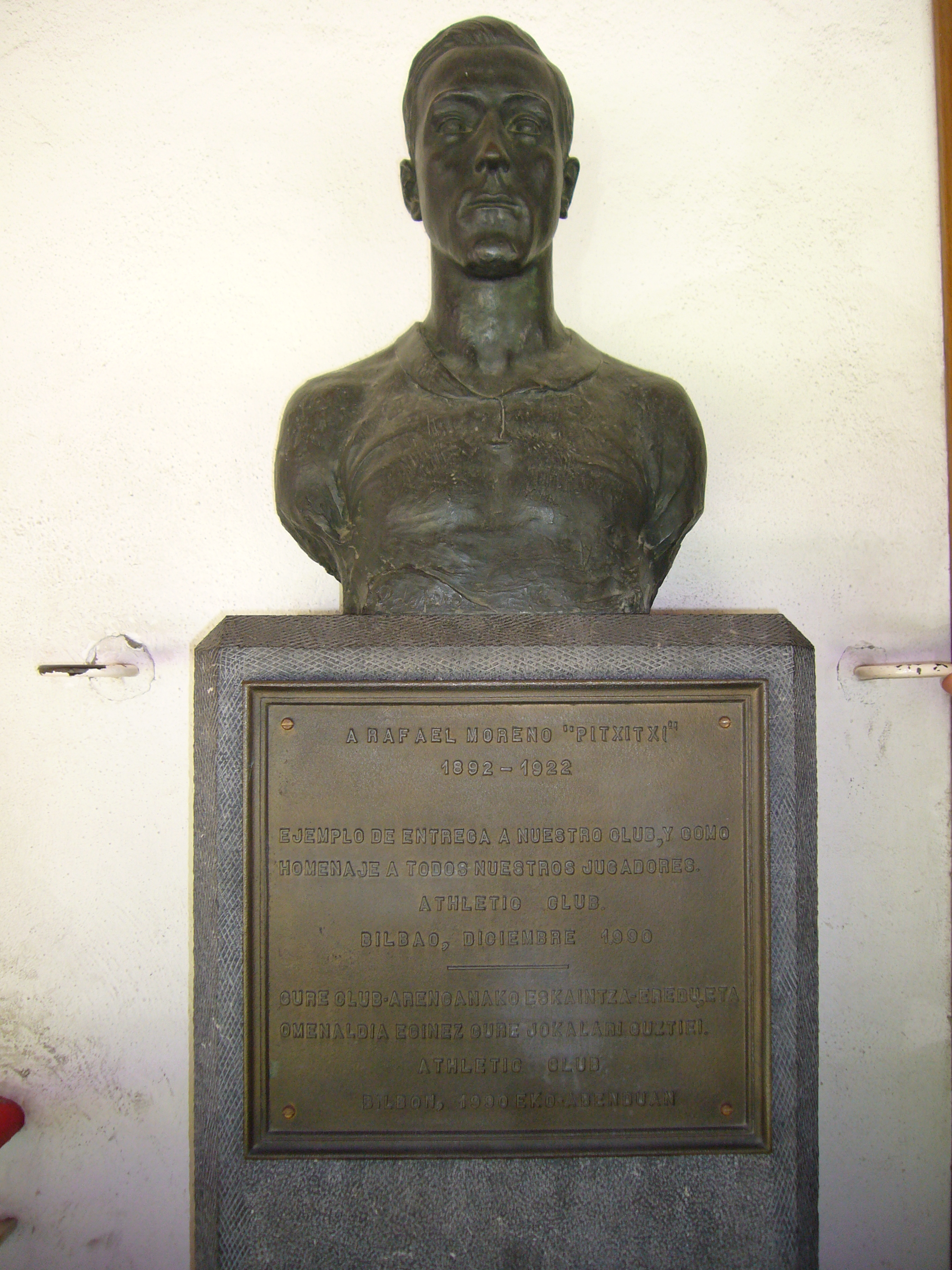
Busto dedicato a Pichichi allo stadio di San Mamés di Bilbao

Il Trofeo Pichichi [piˈʧiʧi] è un trofeo messo in palio annualmente dal giornale sportivo Marca che premia il miglior marcatore stagionale della Primera División del campionato di calcio spagnolo.
L'appellativo Pichichi deriva dal nomignolo dato a Rafael Moreno Aranzadi, un calciatore dell'Athletic Club di Bilbao capace di segnare molti gol negli anni precedenti la creazione del campionato spagnolo. Esiste un trofeo simile per portieri, chiamato Trofeo Zamora.

## Vincitori della classifica marcatori della Primera División
| Stagione | Nazione                                                                          | Giocatore                                 | Squadra                              | Reti |
| -------- | -------------------------------------------------------------------------------- | ----------------------------------------- | ------------------------------------ | ---- |
| 1929     | Spagna (bandiera)                                                                | Paco Bienzobas                            | Real Sociedad                        | 14   |
| 1929/30  | Spagna (bandiera)                                                                | Gorostiza                                 | Athletic Bilbao                      | 19   |
| 1930/31  | Spagna (bandiera)                                                                | Bata                                      | Athletic Bilbao                      | 27   |
| 1931/32  | Spagna (bandiera)                                                                | Gorostiza                                 | Athletic Bilbao                      | 12   |
| 1932/33  | Spagna (bandiera)                                                                | Olivares                                  | Real Madrid                          | 16   |
| 1933/34  | Spagna (bandiera)                                                                | Isidro Lángara                            | Real Oviedo                          | 27   |
| 1934/35  | Spagna (bandiera)                                                                | Isidro Lángara                            | Real Oviedo                          | 26   |
| 1935/36  | Spagna (bandiera)                                                                | Isidro Lángara                            | Real Oviedo                          | 27   |
| 1939/40  | Spagna (bandiera)                                                                | Unamuno                                   | Athletic Bilbao                      | 26   |
| 1940/41  | Spagna (bandiera)                                                                | Pruden                                    | Atlético Madrid                      | 30   |
| 1941/42  | Spagna (bandiera)                                                                | Mundo                                     | Valencia                             | 27   |
| 1942/43  | Spagna (bandiera)                                                                | Mariano Martín                            | Barcellona                           | 32   |
| 1943/44  | Spagna (bandiera)                                                                | Mundo                                     | Valencia                             | 27   |
| 1944/45  | Spagna (bandiera)                                                                | Zarra                                     | Athletic Bilbao                      | 19   |
| 1945/46  | Spagna (bandiera)                                                                | Zarra                                     | Athletic Bilbao                      | 24   |
| 1946/47  | Spagna (bandiera)                                                                | Zarra                                     | Athletic Bilbao                      | 34   |
| 1947/48  | Spagna (bandiera)                                                                | Pahiño                                    | Celta Vigo                           | 23   |
| 1948/49  | Spagna (bandiera)                                                                | César Rodríguez                           | Barcellona                           | 28   |
| 1949/50  | Spagna (bandiera)                                                                | Zarra                                     | Athletic Bilbao                      | 25   |
| 1950/51  | Spagna (bandiera)                                                                | Zarra                                     | Athletic Bilbao                      | 38   |
| 1951/52  | Spagna (bandiera)                                                                | Pahiño                                    | Real Madrid                          | 28   |
| 1952/53  | Spagna (bandiera)                                                                | Zarra                                     | Athletic Bilbao                      | 24   |
| 1953/54  | Argentina (bandiera) · Spagna (bandiera)                                         | Alfredo Di Stéfano                        | Real Madrid                          | 27   |
| 1954/55  | Spagna (bandiera)                                                                | Juan Arza                                 | Siviglia                             | 28   |
| 1955/56  | Argentina (bandiera) · Spagna (bandiera)                                         | Alfredo Di Stéfano                        | Real Madrid                          | 24   |
| 1956/57  | Argentina (bandiera) · Spagna (bandiera)                                         | Alfredo Di Stéfano                        | Real Madrid                          | 31   |
| 1957/58  | Spagna (bandiera) · Argentina (bandiera) · Spagna (bandiera) · Spagna (bandiera) | Manuel Badenes Alfredo Di Stéfano Ricardo | Real Valladolid Real Madrid Valencia | 19   |
| 1958/59  | Argentina (bandiera) · Spagna (bandiera)                                         | Alfredo Di Stéfano                        | Real Madrid                          | 23   |
| 1959/60  | Ungheria (bandiera)                                                              | Ferenc Puskás                             | Real Madrid                          | 26   |
| 1960/61  | Ungheria (bandiera)                                                              | Ferenc Puskás                             | Real Madrid                          | 27   |
| 1961/62  | Perù (bandiera)                                                                  | Seminario                                 | Real Saragozza                       | 25   |
| 1962/63  | Ungheria (bandiera)                                                              | Ferenc Puskás                             | Real Madrid                          | 26   |
| 1963/64  | Ungheria (bandiera)                                                              | Ferenc Puskás                             | Real Madrid                          | 20   |
| 1964/65  | Paraguay (bandiera)                                                              | Ré                                        | Barcellona                           | 25   |
| 1965/66  | Spagna (bandiera)                                                                | Vavá                                      | Elche                                | 19   |
| 1966/67  | Brasile (bandiera)                                                               | Waldo                                     | Valencia                             | 24   |
| 1967/68  | Spagna (bandiera)                                                                | Fidel Uriarte                             | Athletic Bilbao                      | 22   |
| 1968/69  | Spagna (bandiera) · Spagna (bandiera)                                            | Amancio José Eulogio Gárate               | Real Madrid Atlético Madrid          | 14   |
| 1969/70  | Spagna (bandiera) · Spagna (bandiera) · Spagna (bandiera)                        | Amancio Luis Aragonés José Eulogio Gárate | Real Madrid Atlético Madrid          | 16   |
| 1970/71  | Spagna (bandiera) · Spagna (bandiera)                                            | José Eulogio Gárate Carles Rexach         | Atlético Madrid Barcellona           | 17   |
| 1971/72  | Spagna (bandiera)                                                                | Enrique Porta                             | Granada                              | 20   |
| 1972/73  | Spagna (bandiera)                                                                | Marianín                                  | Real Oviedo                          | 19   |
| 1973/74  | Spagna (bandiera)                                                                | Quini                                     | Sporting Gijón                       | 20   |
| 1974/75  | Spagna (bandiera)                                                                | Carlos Ruiz Herrero                       | Athletic Bilbao                      | 19   |
| 1975/76  | Spagna (bandiera)                                                                | Quini                                     | Sporting Gijón                       | 18   |
| 1976/77  | Argentina (bandiera)                                                             | Mario Kempes                              | Valencia                             | 24   |

| Stagione | Nazione                                  | Giocatore              | Squadra                     | Reti |
| -------- | ---------------------------------------- | ---------------------- | --------------------------- | ---- |
| 1977/78  | Argentina (bandiera)                     | Mario Kempes           | Valencia                    | 28   |
| 1978/79  | Austria (bandiera)                       | Hans Krankl            | Barcellona                  | 29   |
| 1979/80  | Spagna (bandiera)                        | Quini                  | Sporting Gijón              | 24   |
| 1980/81  | Spagna (bandiera)                        | Quini                  | Barcellona                  | 20   |
| 1981/82  | Spagna (bandiera)                        | Quini                  | Barcellona                  | 26   |
| 1982/83  | Spagna (bandiera)                        | Poli Rincón            | Betis                       | 20   |
| 1983/84  | Uruguay (bandiera) · Spagna (bandiera)   | Jorge Da Silva Juanito | Real Valladolid Real Madrid | 17   |
| 1984/85  | Messico (bandiera)                       | Hugo Sánchez           | Atlético Madrid             | 19   |
| 1985/86  | Messico (bandiera)                       | Hugo Sánchez           | Real Madrid                 | 22   |
| 1986/87  | Messico (bandiera)                       | Hugo Sánchez           | Real Madrid                 | 34   |
| 1987/88  | Messico (bandiera)                       | Hugo Sánchez           | Real Madrid                 | 29   |
| 1988/89  | Brasile (bandiera)                       | Baltazar               | Atlético Madrid             | 35   |
| 1989/90  | Messico (bandiera)                       | Hugo Sánchez           | Real Madrid                 | 38   |
| 1990/91  | Spagna (bandiera)                        | Emilio Butragueño      | Real Madrid                 | 19   |
| 1991/92  | Spagna (bandiera)                        | Manolo Sánchez         | Atlético Madrid             | 27   |
| 1992/93  | Brasile (bandiera)                       | Bebeto                 | Deportivo La Coruña         | 29   |
| 1993/94  | Brasile (bandiera)                       | Romário                | Barcellona                  | 30   |
| 1994/95  | Cile (bandiera)                          | Iván Zamorano          | Real Madrid                 | 28   |
| 1995/96  | Argentina (bandiera) · Spagna (bandiera) | Juan Antonio Pizzi     | Tenerife                    | 31   |
| 1996/97  | Brasile (bandiera)                       | Ronaldo                | Barcellona                  | 34   |
| 1997/98  | Italia (bandiera)                        | Christian Vieri        | Atlético Madrid             | 24   |
| 1998/99  | Spagna (bandiera)                        | Raúl                   | Real Madrid                 | 25   |
| 1999/00  | Spagna (bandiera)                        | Salva Ballesta         | Racing Santander            | 27   |
| 2000/01  | Spagna (bandiera)                        | Raúl                   | Real Madrid                 | 24   |
| 2001/02  | Spagna (bandiera)                        | Diego Tristán          | Deportivo La Coruña         | 21   |
| 2002/03  | Paesi Bassi (bandiera)                   | Roy Makaay             | Deportivo La Coruña         | 29   |
| 2003/04  | Brasile (bandiera)                       | Ronaldo                | Real Madrid                 | 24   |
| 2004/05  | Uruguay (bandiera)                       | Diego Forlán           | Villarreal                  | 25   |
| 2005/06  | Camerun (bandiera)                       | Samuel Eto'o           | Barcellona                  | 26   |
| 2006/07  | Paesi Bassi (bandiera)                   | Ruud van Nistelrooy    | Real Madrid                 | 25   |
| 2007/08  | Spagna (bandiera)                        | Daniel Güiza           | Maiorca                     | 27   |
| 2008/09  | Uruguay (bandiera)                       | Diego Forlán           | Atlético Madrid             | 32   |
| 2009/10  | Argentina (bandiera)                     | Lionel Messi           | Barcellona                  | 34   |
| 2010/11  | Portogallo (bandiera)                    | Cristiano Ronaldo      | Real Madrid                 | 40   |
| 2011/12  | Argentina (bandiera)                     | Lionel Messi           | Barcellona                  | 50   |
| 2012/13  | Argentina (bandiera)                     | Lionel Messi           | Barcellona                  | 46   |
| 2013/14  | Portogallo (bandiera)                    | Cristiano Ronaldo      | Real Madrid                 | 31   |
| 2014/15  | Portogallo (bandiera)                    | Cristiano Ronaldo      | Real Madrid                 | 48   |
| 2015/16  | Uruguay (bandiera)                       | Luis Suárez            | Barcellona                  | 40   |
| 2016/17  | Argentina (bandiera)                     | Lionel Messi           | Barcellona                  | 37   |
| 2017/18  | Argentina (bandiera)                     | Lionel Messi           | Barcellona                  | 34   |
| 2018/19  | Argentina (bandiera)                     | Lionel Messi           | Barcellona                  | 36   |
| 2019/20  | Argentina (bandiera)                     | Lionel Messi           | Barcellona                  | 25   |
| 2020/21  | Argentina (bandiera)                     | Lionel Messi           | Barcellona                  | 30   |
| 2021/22  | Francia (bandiera)                       | Karim Benzema          | Real Madrid                 | 27   |
| 2022/23  | Polonia (bandiera)                       | Robert Lewandowski     | Barcellona                  | 23   |
| 2023/24  | Ucraina (bandiera)                       | Artem Dovbyk           | Girona                      | 24   |
| 2024/25  | Francia (bandiera)                       | Kylian Mbappé          | Real Madrid                 | 31   |

Fonte:

## Statistiche della Primera División

### Plurivincitori
| Giocatore           | Nazione                                  | Titoli | Stagioni                                                               |
| ------------------- | ---------------------------------------- | ------ | ---------------------------------------------------------------------- |
| Lionel Messi        | Argentina (bandiera)                     | 8      | 2009-10, 2011-12, 2012-13, 2016-17, 2017-18, 2018-19, 2019-20, 2020-21 |
| Telmo Zarra         | Spagna (bandiera)                        | 6      | 1944-45, 1945-46, 1946-47, 1949-50, 1950-51, 1952-53                   |
| Alfredo Di Stéfano  | Argentina (bandiera) · Spagna (bandiera) | 5      | 1953-54, 1955-56, 1956-57, 1957-58, 1958-59                            |
| Quini               | Spagna (bandiera)                        | 5      | 1973-74, 1975-76, 1979-80, 1980-81, 1981-82                            |
| Hugo Sánchez        | Messico (bandiera)                       | 5      | 1984-85, 1985-86, 1986-87, 1987-88, 1989-90                            |
| Ferenc Puskás       | Ungheria (bandiera)                      | 4      | 1959-60, 1960-61, 1962-63, 1963-64                                     |
| Isidro Lángara      | Spagna (bandiera)                        | 3      | 1933-34, 1934-35, 1935-36                                              |
| José Eulogio Gárate | Spagna (bandiera)                        | 3      | 1968-69, 1969-70, 1970-71                                              |
| Cristiano Ronaldo   | Portogallo (bandiera)                    | 3      | 2010-11, 2013-14, 2014-15                                              |
| Guillermo Gorostiza | Spagna (bandiera)                        | 2      | 1929-30, 1931-32                                                       |
| Mundo               | Spagna (bandiera)                        | 2      | 1941-42, 1943-44                                                       |
| Pahiño              | Spagna (bandiera)                        | 2      | 1947-48, 1951-52                                                       |
| Amancio Amaro       | Spagna (bandiera)                        | 2      | 1968-69, 1969-70                                                       |
| Raúl                | Spagna (bandiera)                        | 2      | 1998-99, 2000-01                                                       |
| Ronaldo             | Brasile (bandiera)                       | 2      | 1996-97, 2003-04                                                       |
| Mario Kempes        | Argentina (bandiera)                     | 2      | 1976-77, 1977-78                                                       |
| Diego Forlán        | Uruguay (bandiera)                       | 2      | 2004-05, 2008-09                                                       |

Fonte:

### Vincitori classifica marcatori per squadra
|    | Squadra             | Titoli | Stagioni |
| -- | ------------------- | ------ | --- |
| 1  | Real Madrid         | 29     | 1932-33, 1951-52, 1953-54, 1955-56, 1956-57, 1957-58, 1958-59, 1959-60, 1960-61, 1962-63, 1963-64, 1968-69, 1969-70, 1983-84, 1985-86, 1986-87, 1987-88, 1989-90, 1990-91, 1994-95, 1998-99, 2000-01, 2003-04, 2006-07, 2010-11, 2013-14, 2014-15, 2021-22, 2024-25 |
| 2  | Barcellona          | 20     | 1942-43, 1948-49, 1964-65, 1970-71, 1978-79, 1980-81, 1981-82, 1993-94, 1996-97, 2005-06, 2009-10, 2011-12, 2012-13, 2015-16, 2016-17, 2017-18, 2018-19, 2019-20, 2020-21, 2022-23                                                                                  |
| 3  | Athletic Bilbao     | 12     | 1929-30, 1930-31, 1931-32, 1939-40, 1944-45, 1945-46, 1946-47, 1949-50, 1950-51, 1952-53, 1967-68, 1974-75 |
| 4  | Atlético Madrid     | 10     | 1940-41, 1968-69, 1969-70**, 1970-71, 1984-85, 1988-89, 1991-92, 1997-98, 2008-09 |
| 5  | Valencia            | 6      | 1941-42, 1943-44, 1957-58, 1966-67, 1976-77, 1977-78 |
| 6  | Real Oviedo         | 4      | 1933-34, 1934-35, 1935-36, 1972-73 |
| 7  | Sporting Gijón      | 3      | 1973-74, 1975-76, 1979-80 |
| 8  | Deportivo La Coruña | 3      | 1992-93, 2001-02, 2002-03 |
| 9  | Real Valladolid     | 2      | 1957-58, 1983-84 |
| 10 | Real Sociedad       | 1      | 1929 |
| 11 | Celta Vigo          | 1      | 1947-48 |
| 12 | Siviglia            | 1      | 1954-55 |
| 13 | Real Saragozza      | 1      | 1961-62 |
| 14 | Elche               | 1      | 1965-66 |
| 15 | Granada             | 1      | 1971-72 |
| 16 | Betis               | 1      | 1982-83 |
| 17 | Tenerife            | 1      | 1995-96 |
| 18 | Racing Santander    | 1      | 1999–00 |
| 19 | Villarreal          | 1      | 2004–05 |
| 20 | Maiorca             | 1      | 2007–08 |
| 21 | Girona              | 1      | 2023–24 |

- Le stagioni in grassetto indicano un trofeo condiviso.
- ** Due giocatori nello stesso anno.

Fonte:

### Vincitori classifica marcatori per nazione
| Nazione     | Titoli    |
| ----------- | --------- |
| Spagna      | 52 (46+6) |
| Argentina   | 16 (10+6) |
| Brasile     | 6         |
| Messico     | 5         |
| Ungheria    | 4         |
| Uruguay     | 4 (3+1)   |
| Portogallo  | 3         |
| Paesi Bassi | 2         |
| Perù        | 1         |
| Paraguay    | 1         |
| Austria     | 1         |
| Cile        | 1         |
| Italia      | 1         |
| Camerun     | 1         |
| Francia     | 1         |
| Polonia     | 1         |
| Ucraina     | 1         |

Fonte:

### Vincitori classifica marcatori per titoli consecutivi
| Giocatore          | Nazione                                  | Titoli | Stagioni                                    |
| ------------------ | ---------------------------------------- | ------ | ------------------------------------------- |
| Lionel Messi       | Argentina (bandiera)                     | 5      | 2016-17, 2017-18, 2018-19, 2019-20, 2020-21 |
| Alfredo di Stéfano | Argentina (bandiera) · Spagna (bandiera) | 4      | 1955-56, 1956-57, 1957-58, 1958-59          |
| Hugo Sánchez       | Messico (bandiera)                       | 4      | 1984-85, 1985-86, 1986-87, 1987-88          |
| Isidro Lángara     | Spagna (bandiera)                        | 3      | 1933-34, 1934-35, 1935-36                   |
| Telmo Zarra        | Spagna (bandiera)                        | 3      | 1944-45, 1945-46, 1946-47                   |
| Quini              | Spagna (bandiera)                        | 3      | 1979-80, 1980-81, 1981-82                   |

Fonte:

## Vincitori della classifica marcatori della Segunda División
|          | Grupo Norte (Girone Nord) | Grupo Norte (Girone Nord) | Grupo Norte (Girone Nord) | Grupo Norte (Girone Nord) | Grupo Sur (Girone Sud) | Grupo Sur (Girone Sud) | Grupo Sur (Girone Sud) | Grupo Sur (Girone Sud) |
| Stagione | Giocatore                 | Nazione                   | Squadra                   | Goal                      | Giocatore              | Nazione                | Squadra                | Goal                   |
| -------- | ------------------------- | ------------------------- | ------------------------- | ------------------------- | ---------------------- | ---------------------- | ---------------------- | ---------------------- |
| 1952-53  | Mauro                     | Spagna                    | Real Avilés               | 19                        | Arregui                | Spagna                 | Real Jaén              | 30                     |
| 1953-54  | Nuñez Chas                | Spagna                    | Leonesa                   | 24                        | Xirau                  | Spagna                 | Linense                | 22                     |
| 1954-55  | Cháves                    | Spagna                    | Real Saragozza            | 24                        | Castaño                | Spagna                 | España Tánger          | 24                     |
| 1954-55  | Cháves                    | Spagna                    | Real Saragozza            | 24                        | Gallardo               | Spagna                 | Real Murcia            | 24                     |
| 1955-56  | Sabino                    | Spagna                    | Osasuna                   | 24                        | Rafa                   | Spagna                 | Granada                | 27                     |
| 1956-57  | Ricardo                   | Spagna                    | Sporting Gijón            | 46                        | Araújo                 | Spagna                 | Córdoba                | 28                     |
| 1957-58  | Lalo                      | Spagna                    | Real Oviedo               | 19                        | Jordi Vila             | Spagna                 | Terrassa               | 19                     |
| 1958-59  | Morollón                  | Spagna                    | Real Valladolid           | 23                        | José Cardona           | Honduras               | Elche                  | 21                     |
| 1959-60  | Ribera                    | Spagna                    | Ourense                   | 22                        | Paredes                | Spagna                 | Levante                | 26                     |
| 1960-61  | Veloso                    | Spagna                    | Deportivo La Coruña       | 24                        | Mauri                  | Spagna                 | Levante                | 21                     |
| 1961-62  | Amancio                   | Spagna                    | Deportivo La Coruña       | 27                        | Antonio Conesa         | Spagna                 | Real Jaén              | 21                     |
| 1962-63  | Olano                     | Spagna                    | Real Sociedad             | 31                        | Navarro                | Spagna                 | Valencia Mestalla      | 20                     |
| 1963-64  | Abel                      | Spagna                    | Racing Santander          | 27                        | Arana                  | Spagna                 | Hércules               | 21                     |
| 1964-65  | Lizarralde                | Spagna                    | Indautxu                  | 21                        | Martinez               | Spagna                 | Real Valladolid        | 17                     |
| 1964-65  | Lizarralde                | Spagna                    | Indautxu                  | 21                        | Miguel                 | Spagna                 | Granada                | 17                     |
| 1965-66  | Abel                      | Spagna                    | Celta Vigo                | 26                        | Mendi                  | Spagna                 | Ceuta                  | 18                     |
| 1966-67  | Solabarrieta              | Spagna                    | Sporting Gijón            | 24                        | Serafin                | Spagna                 | Real Murcia            | 21                     |
| 1967-68  | Abel                      | Spagna                    | Celta Vigo                | 17                        | Barrios                | Spagna                 | Tenerife               | 15                     |
| 1967-68  | Rivera                    | Spagna                    | Celta Vigo                | 17                        | Barrios                | Spagna                 | Tenerife               | 15                     |

| Girone unico | Girone unico       | Girone unico | Girone unico        | Girone unico |
| Stagione     | Giocatore          | Nazione      | Squadra             | Goal         |
| ------------ | ------------------ | ------------ | ------------------- | ------------ |
| 1968-69      | Quino              | Spagna       | Betis               | 33           |
| 1969-70      | Quini              | Spagna       | Sporting Gijón      | 24           |
| 1970-71      | Santillana         | Spagna       | Racing Santander    | 17           |
| 1970-71      | Cuesta             | Spagna       | Córdoba             | 17           |
| 1971-72      | Galán              | Spagna       | Real Oviedo         | 23           |
| 1972-73      | Illán              | Spagna       | Rayo Vallecano      | 20           |
| 1973-74      | Baena              | Spagna       | Cadice              | 23           |
| 1974-75      | Cioffi             | Argentina    | Castellón           | 22           |
| 1975-76      | Burguete           | Spagna       | Córdoba             | 19           |
| 1975-76      | Illán              | Spagna       | Tenerife            | 19           |
| 1976-77      | Quini              | Spagna       | Sporting Gijón      | 27           |
| 1977-78      | Castro             | Spagna       | Deportivo La Coruña | 24           |
| 1978-79      | Iriguibil          | Spagna       | Osasuna             | 24           |
| 1979-80      | Iriguibil          | Spagna       | Osasuna             | 19           |
| 1980-81      | Magdaleno          | Spagna       | Burgos              | 17           |
| 1981-82      | Lucas              | Spagna       | Celta Vigo          | 27           |
| 1982-83      | José Luis          | Spagna       | Deportivo La Coruña | 16           |
| 1983-84      | Julio Salinas      | Spagna       | Athletic Bilbao B   | 23           |
| 1984-85      | Mejías II          | Spagna       | Cadice              | 17           |
| 1985-86      | Alcaniz            | Spagna       | Castellón           | 23           |
| 1986-87      | Baltazar           | Brasile      | Celta Vigo          | 34           |
| 1987-88      | Carlos             | Spagna       | Real Oviedo         | 26           |
| 1988-89      | Quique             | Spagna       | Racing Santander    | 23           |
| 1989-90      | Pepe Mel           | Spagna       | Betis               | 23           |
| 1990-91      | Comas              | Spagna       | Real Murcia         | 23           |
| 1991-92      | Gudelj             | Jugoslavia   | Celta Vigo          | 26           |
| 1992-93      | Daniel Aquino      | Argentina    | Mérida              | 19           |
| 1993-94      | Daniel Aquino      | Argentina    | Betis               | 26           |
| 1994-95      | Puche II           | Spagna       | Palamós             | 21           |
| 1995-96      | Manel              | Spagna       | CD Logroñés         | 27           |
| 1996-97      | Pauleta            | Portogallo   | Salamanca UDS       | 19           |
| 1996-97      | Yordi              | Spagna       | Atlético Madrid B   | 19           |
| 1997-98      | Gluščević          | Jugoslavia   | Extremadura         | 24           |
| 1998-99      | Catanha            | Spagna       | Malaga              | 25           |
| 1998-99      | Sequeiros          | Spagna       | Atlético Madrid B   | 25           |
| 1999-00      | Salillas           | Spagna       | Levante             | 20           |
| 2000-01      | Salva Ballesta     | Spagna       | Atlético Madrid     | 20           |
| 2001-02      | Diego Alonso       | Uruguay      | Atlético Madrid     | 22           |
| 2002-03      | Jesús Perera       | Spagna       | Albacete            | 22           |
| 2003-04      | Rubén Castro       | Spagna       | Las Palmas          | 22           |
| 2004-05      | Mario Bermejo      | Spagna       | Racing Ferrol       | 26           |
| 2005-06      | Uche               | Nigeria      | Recreativo Huelva   | 20           |
| 2006-07      | Marcos Márquez     | Spagna       | Las Palmas          | 21           |
| 2007-08      | Yordi              | Spagna       | Xerez               | 20           |
| 2008-09      | Nino               | Spagna       | Tenerife            | 28           |
| 2009-10      | Jorge Molina       | Spagna       | Elche               | 26           |
| 2010-11      | Jonathan Soriano   | Spagna       | Barcellona B        | 32           |
| 2011-12      | Leonardo Ulloa     | Argentina    | Almería             | 28           |
| 2012-13      | Charles            | Brasile      | Almería             | 27           |
| 2013-14      | Borja Viguera      | Spagna       | Alavés              | 25           |
| 2014-15      | Rubén Castro       | Spagna       | Betis               | 32           |
| 2015-16      | Florin Andone      | Romania      | Córdoba             | 20           |
| 2016-17      | Roger Martí        | Spagna       | Levante             | 22           |
| 2017-18      | Jaime Mata         | Spagna       | Real Valladolid     | 27           |
| 2018-19      | Álvaro             | Spagna       | Almería             | 20           |
| 2019-20      | Christian Stuani   | Uruguay      | Girona              | 29           |
| 2020-21      | Raúl de Tomás      | Spagna       | Espanyol            | 23           |
| 2021-22      | Borja Bastón       | Spagna       | Real Oviedo         | 22           |
| 2021-22      | Cristhian Stuani   | Uruguay      | Girona              | 22           |
| 2022-23      | Myrto Uzuni        | Albania      | Granada             | 23           |
| 2023-24      | Martin Braithwaite | Danimarca    | Espanyol            | 22           |

Fonte: